# Arizelocichla montana
El bulbul montano (Arizelocichla montana) es una especie de ave paseriforme de la familia Pycnonotidae endémica de las montañas entre el sudeste de Nigeria y el oeste de Camerún. Hasta 2007 se clasificaba en el género Andropadus. Está amenazado por la pérdida de hábitat.